# Hồ đào pêcan
Hồ đào pêcan (Carya illinoinensis) là một loài thực vật có hoa thuộc chi Mạy (Carya), có nguồn gốc từ Mexico, cũng như các miền Trung Nam và Đông Nam Hoa Kỳ. Loài này được (Wangenh.) K.Koch mô tả khoa học đầu tiên năm 1869.

## Hình ảnh

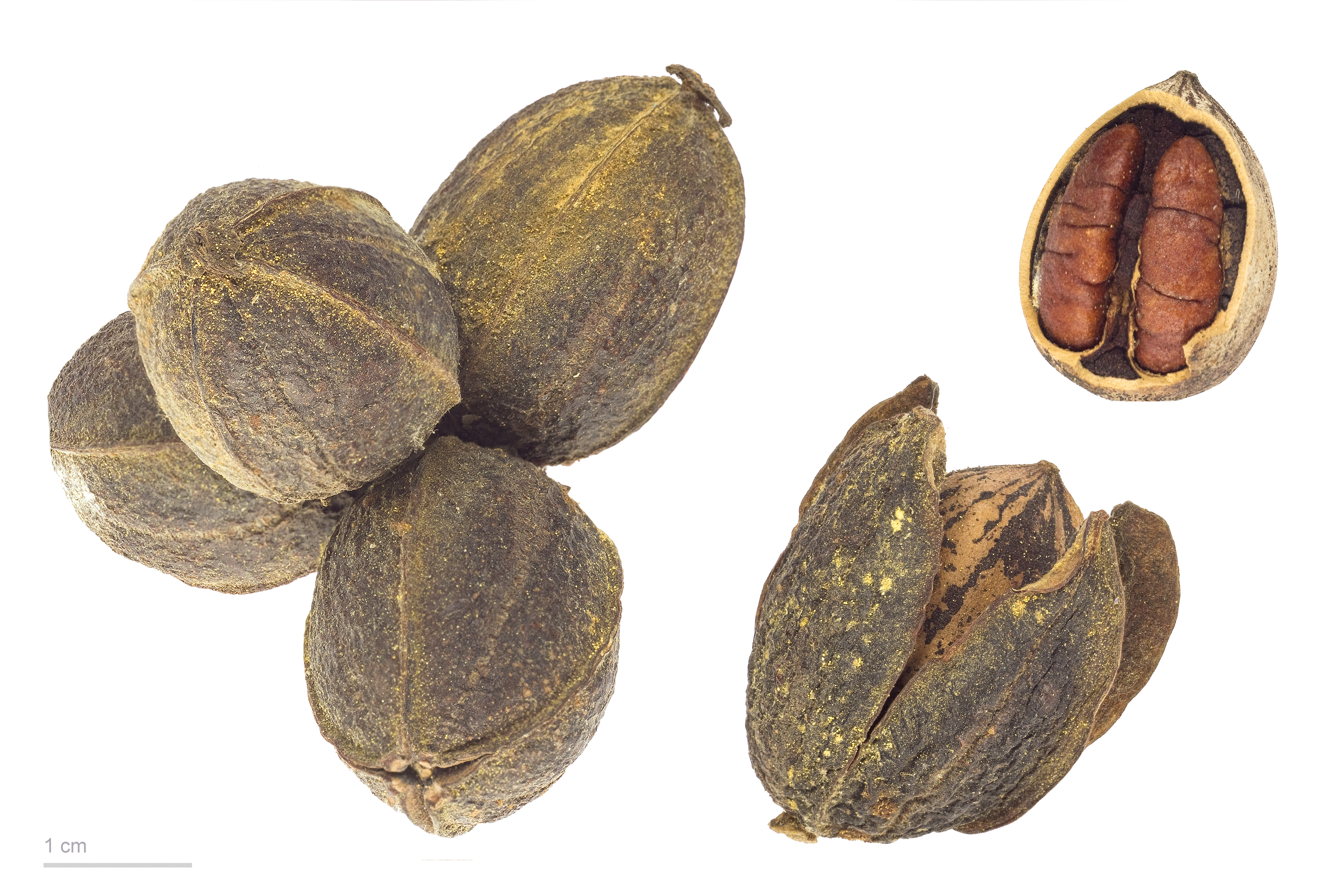
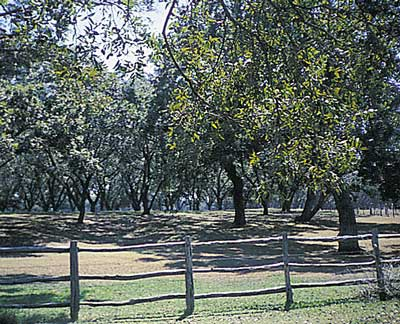
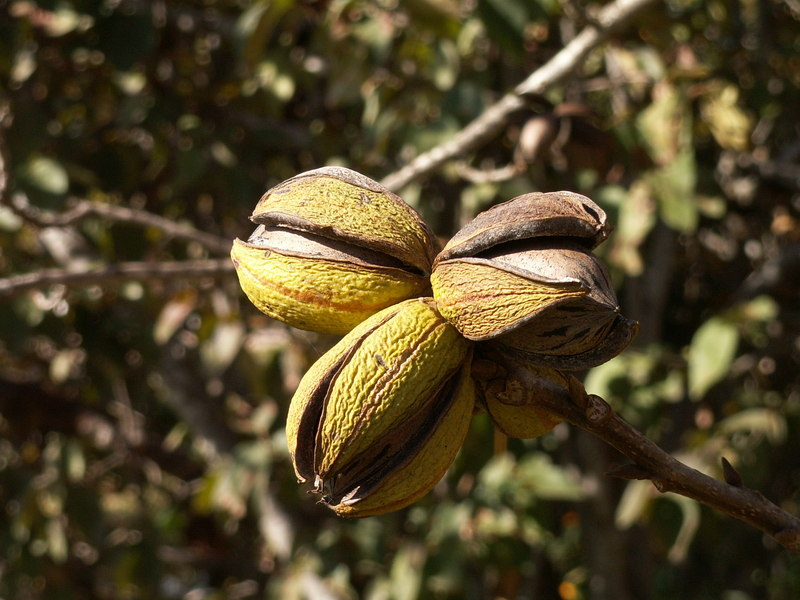
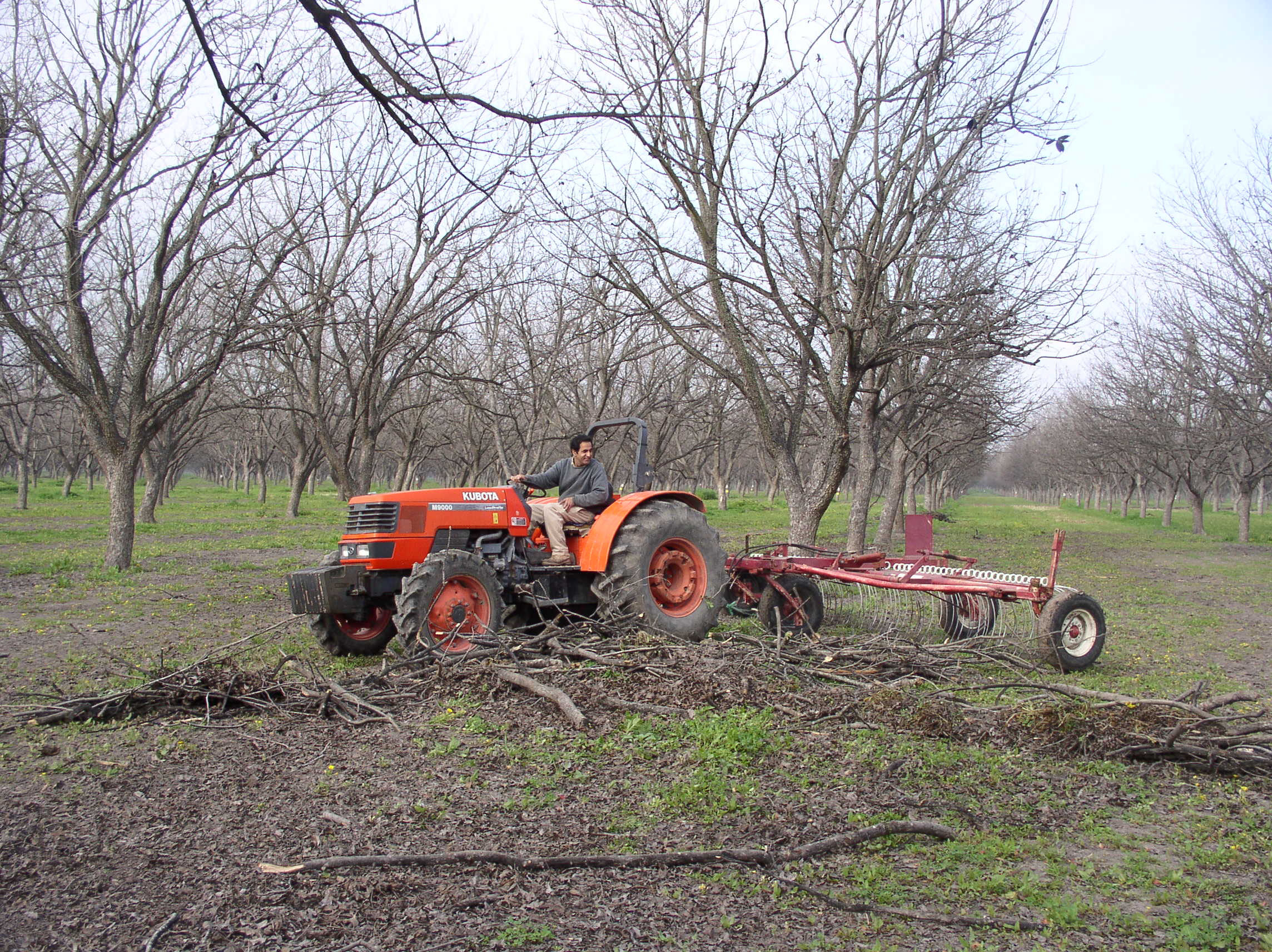

## Liên quan
Hồ đào pêcan được chính thức xem là cây tiêu biểu cho bang Hoa Kỳ Texas. Từ 1996, ngày 14 tháng 4 ở Hoa Kỳ được xem là ngày hồ đào pêcan quốc gia (National Pecan Day).